# Molosses (Épire)
Pour les articles homonymes, voir Molosse.
Les Molosses (en grec Μολοσσοί / Molossoi) sont l'un des principaux ethnè (« tribus ») grecs de l'Épire antique aux époques classique et hellénistique. Les Molosses sont dirigés par la dynastie des Éacides, dont le roi le plus célèbre est Pyrrhus Ier. Olympias, la mère d'Alexandre le Grand, est une princesse molosse. 
Les Molosses sont réputés pour leurs chiens de combat que les bergers utilisent pour garder leurs troupeaux, comme l'atteste Virgile dans les Géorgiques. Le plus célèbre de ces chiens est celui d'Alexandre le Grand, appelé Péritas. Ce nom de « molosse » est utilisé de nos jours dans le langage courant pour qualifier un chien imposant. 

## Mythologie
Selon la mythologie, les Molosses seraient les descendants de Molossos, l'un des trois fils qu'Andromaque aurait eu de Néoptolème, fils d'Achille et de Déidamie. Après la chute de Troie, Néoptolème et ses guerriers se seraient réfugiés en Épire où ils se seraient mêlés à la population dorienne locale et auraient repoussé vers le nord les tribus illyriennes. Molossos aurait hérité du royaume d'Épire à la mort d'Hélénos, le fils de Priam et d'Hécube de Troie.

## Histoire et territoire
Les Molosses sont l'un des trois grands éthnè (« tribus ») grecs se partageant le territoire épirote avec les Chaoniens et les Thesprotes. Situé dans le massif du Pinde, le territoire des Molosses, ou Molossie, est centré sur la plaine du lac de Ioannina qui relie deux lieux stratégiques : Passaron et Dodone, sanctuaire panhellénique de Zeus.
Les Molosses peuvent se livrer à des campagnes militaires contre leurs voisins : Pausanias le Périégète parle d'une bataille remportée sur les Molosses par les habitants d'Ambracie, alertés par le braiement d'un âne : , et les expéditions de leur roi Pyrrhos dans la péninsule italienne contre Rome sont abondamment documentées.

## Royauté des Molosses
La royauté des Molosses est attestée dès 429 avant J.-C. par Thucydide. Issu de la dynastie des Éacides, leur roi a des pouvoirs limités selon Aristote : son principal devoir est de veiller à la bonne application des lois. À son avènement, comme l'atteste Plutarque dans la Vie de Pyrrhos, le roi fait un sacrifice à Zeus Aréios et jure de gouverner selon les lois, tandis que ses sujets lui jurent leur loyauté. Le non-respect de ce pacte peut entraîner la déposition du monarque.
Toutefois si le roi possède une forte personnalité, il peut gouverner sans entrave. Il est chargé du commandement de l'armée de la koinon et possède une autorité incontestée en temps de guerre comme dans le cas de Pyrrhus, roi des Molosses de 306 à 302 et hégémon d'Épire de 306 à 302, puis de 297 à 272.

## Confédération des Molosses

### Histoire
Au IVe siècle av. J.-C., les Molosses s'organisent autour d'une confédération (ou koinon) dirigée par leur roi qui intervient en tant qu'hégémon et stratège. La koinon des Molosses est considéré comme l'État le plus puissant d'Épire entre 370 et 330, jusqu'à son remplacement par la symmachie épirote. Cet État des Molosses est le mieux connu des trois états d'Epire : les Molosses restent fidèles à la monarchie et aux Éacides contrairement aux autres peuples épirotes. La date et la raison de sa mise en place de la symmachie épirote est l'objet de débats historiographiques : s'est-elle substituée à la koinon comme le pense M. P. Nilsson ? Ou bien existe-t-elle déjà sous les Éacides, voire avant la koinon ? C'est l'opinion de G. N. Cross qui suppose leur existence simultanée et articulée à travers plusieurs échelles fédérales.
Contrairement à une opinion répandue dès l'Antiquité sur la « barbarie » et la rusticité supposées des Épirotes, les institutions molosses sont particulièrement développées et complexes. Elles sont progressivement identifiées grâce à une documentation épigraphique très importante, notamment retrouvée à Dodone.

### Institutions
- Assemblée des Molosses : appelée parfois simplement « les Molosses », elle vote les décisions qui peuvent accorder une multitude de privilèges, comme le droit de cité ou encore la proxénie. Cette assemblée est certainement ouverte à tous les hommes en âge de combattre, Molosses ou non, tant qu'ils appartiennent à une tribu de la koinon. Cependant, certains historiens, comme J. A. O. Larsen, pensent que seuls les plus riches et les plus influents membres de ces tribus y sont acceptés[8]. L’Ecclésia des Molosses se tient principalement à Passaron, au cœur de la Molossie, favorisant sûrement l'influence de ces derniers au sein de l'assemblée. On ignore la fréquence des réunions, mais on pense qu'elles peuvent être régulières ou extraordinaires.
- Conseil : le synédrion[9] est certainement chargé de préparer le travail législatif de l'assemblée des Molosses. Il existe plusieurs interprétations des inscriptions du IVe siècle av. J.-C. qui attestent l'existence de ce conseil.
- Prostatès : magistrat éponyme de la koinon des Molosses, il a une charge annuelle. Il est choisi dans les différentes tribus de la koinon. Il préside probablement l'Assemblée des Molosses : il la convoque, dirige les travaux et présente les propositions. La fonction semble également attribuée à des peuples nouvellement inclus dans la koinon. C'est une magistrature ancienne et la désignation du prostatès est probablement exercée par l'assemblée.
- Secrétaire : il appartient à la même tribu que le prostatès qu'il accompagne, tout comme le premier damiorgos, le premier synarchonte et le premier hiéromnamon. Il semblerait qu'il existe une rotation entre les ethnè pour fournir les magistrats.
- Collège de représentants des tribus : il est composé de magistrats, probablement élus par chaque sous-groupes ethniques, et présidé tour à tour par le représentant de chacune de ces tribus. Le président de ce collège assiste alors le roi et les deux principaux magistrats (prostatès et secrétaire) dans la prise des décisions. Cependant, la multiplicité de la dénomination de ces magistrats qui composent ce collège, rend leur identification compliquée : il semble néanmoins qu'il comporte dix damiorgoi, quinze synarchontes et neuf ou dix hieromnamones.